# Deeside
Pour la région écossaise du Royal Deeside, voir Dee (Aberdeenshire).

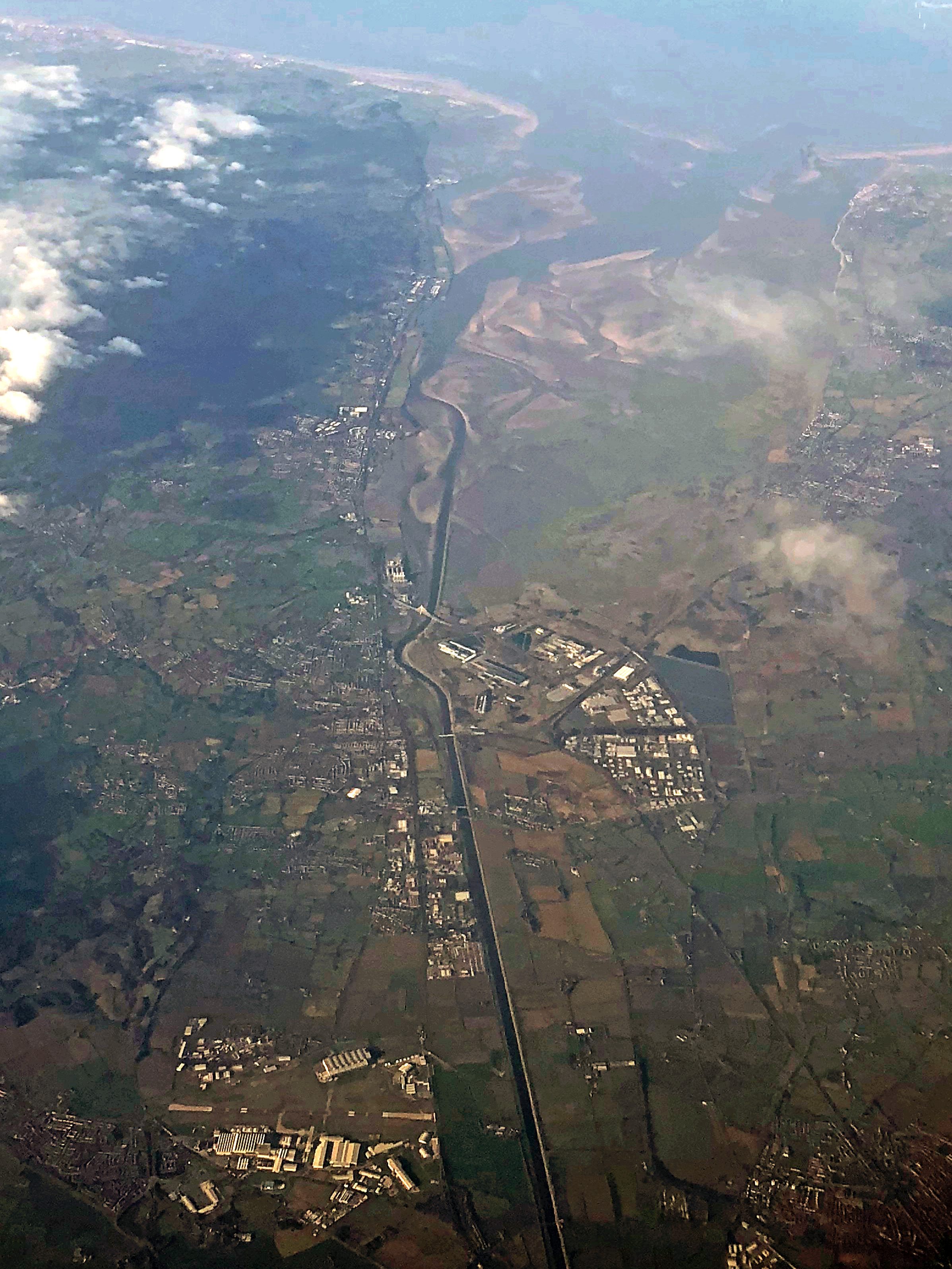
Vue aérienne de Deeside et de l'estuaire de la Dee.

Deeside (Glannau Dyfrdwy en gallois) est une conurbation qui s'étend de part et d'autre de la frontière entre l'Angleterre et le pays de Galles, près de l'estuaire de la Dee. Elle rassemble notamment les villes suivantes :
- Broughton
- Connah's Quay
- Hawarden
- Queensferry
- Saltney
- Sealand
- Shotton

La conurbation compte environ 50 000 habitants en 2011.

## Économie
Il s'agit d'une région densément urbanisée dont le parc industriel, situé du côté anglais de la frontière, comprend des usines de Toyota et Tata Steel.

## Sports
Le rallye de Grande-Bretagne s'y déroule régulièrement depuis 2013.